# جائزة أوروبا الكبرى 1995
جائزة أوروبا الكبرى 1995 هو سباق فورمولا 1 أقيم بتاريخ 1 أكتوبر 1995 في حلبة نوربورغرينغ، ألمانيا. كان الرابع عشر من أصل 17 في بطولة العالم لسباقات الفورمولا واحد موسم 1995. حلّ الألماني مايكل شوماخر أولا بينما جاء الفرنسي جان إليزي في المركز الثاني وحصل على المركز الثالث البريطاني ديفيد كولتهارد.